# Tweede klasse 1901-02 (voetbal België)
Het seizoen 1901/02 van Division 1 (Eerste Afdeeling), de voorloper van de Belgische Tweede Klasse was het zesde seizoen dat er een competitie onder het hoogste niveau gespeeld werd in België. De competitie werd niet als een nationaal niveau beschouwd. Er was ook geen degradatie of promotie.
De 19 deelnemende ploegen werden ingedeeld volgens vijf regionale reeksen "Antwerpen", "Brabant", "Luik", "Namen" en "Vlaanderen", die Division 2 (Tweede Afdeeling) werden genoemd.  Zes van deze ploegen kwalificeerden zich voor Division 1.   Winnaar werd Olympia Club de Bruxelles.  

## Division 2

### Afdeling Antwerpen
|   |   |                     | P | W | G | V | + | - | DS | Ptn |
| - | - | ------------------- | - | - | - | - | - | - | -- | --- |
| Q | 1 | Antwerp Lyon's Club | 2 | 1 | 0 | 1 | 3 | 4 | -1 | 2   |
|   | 2 | reserven Antwerp FC | 2 | 1 | 0 | 1 | 4 | 3 | 1  | 2   |

P: wedstrijden gespeeld, W: wedstrijden gewonnen, G: gelijke spelen, V: wedstrijden verloren, +: gescoorde doelpunten, -: doelpunten tegen, DS: doelsaldo, Ptn: totaal punten,  Q: gekwalificeerd
Testwedstrijd
| Datum | Wedstrijd           | Wedstrijd | Wedstrijd           | Uitslag |
| ----- | ------------------- | --------- | ------------------- | ------- |
|       | Antwerp Lyon's Club | -         | reserven Antwerp FC | forfait |

### Afdeling Brabant
|   |    |                                               | P  | W  | G | V  | +  | -  | DS  | Ptn |
| - | -- | --------------------------------------------- | -- | -- | - | -- | -- | -- | --- | --- |
| Q | 1  | Olympia Club de Bruxelles                     | 18 | 14 | 1 | 3  | 62 | 32 | 30  | 29  |
| Q | 2  | SC de Louvain                                 | 18 | 13 | 2 | 3  | 40 | 31 | 9   | 28  |
|   | 3  | reserven Racing Club de Bruxelles             | 19 | 11 | 5 | 3  | 30 | 30 | 0   | 27  |
|   | 4  | reserven Athletic & Running Club de Bruxelles | 19 | 12 | 3 | 4  | 41 | 31 | 10  | 27  |
|   | 5  | US Bruxelloise                                | 17 | 9  | 3 | 5  | 37 | 35 | 2   | 21  |
|   | 6  | reserven Léopold Club                         | 17 | 10 | 0 | 7  | 29 | 29 | 0   | 20  |
|   | 7  | Daring Bruxelles FC                           | 15 | 7  | 2 | 6  | 27 | 30 | -3  | 16  |
|   | 8  | reserven Union Saint-Gilloise                 | 15 | 6  | 1 | 8  | 19 | 41 | -22 | 13  |
|   | 9  | reserven Skill FC de Bruxelles                | 16 | 4  | 1 | 11 | 13 | 41 | -28 | 9   |
|   | 10 | CS de Schaerbeek                              | 0  | 0  | 0 | 0  | 0  | 0  | 0   | 0   |
|   | 11 | United Sports Club                            | 0  | 0  | 0 | 0  | 0  | 0  | 0   | 0   |

P: wedstrijden gespeeld, W: wedstrijden gewonnen, G: gelijke spelen, V: wedstrijden verloren, +: gescoorde doelpunten, -: doelpunten tegen, DS: doelsaldo, Ptn: totaal punten,  Q: gekwalificeerd

### Afdeling Luik
|   |   |                          | P | W | G | V | + | - | DS | Ptn |
| - | - | ------------------------ | - | - | - | - | - | - | -- | --- |
| Q | 1 | Stade Wallon de Verviers | 2 | 1 | 1 | 0 | 5 | 1 | 4  | 3   |
|   | 2 | reserven FC Liégeois     | 2 | 0 | 1 | 1 | 1 | 5 | -4 | 1   |

P: wedstrijden gespeeld, W: wedstrijden gewonnen, G: gelijke spelen, V: wedstrijden verloren, +: gescoorde doelpunten, -: doelpunten tegen, DS: doelsaldo, Ptn: totaal punten,  Q: gekwalificeerd

### Afdeling Namen
Namur FC was de enige deelnemende ploeg en kwalificeerde zich voor Division 1 zonder te spelen.

### Afdeling Vlaanderen
|   |   |                      | P | W | G | V | + | - | DS | Ptn |
| - | - | -------------------- | - | - | - | - | - | - | -- | --- |
| Q | 1 | reserven FC Brugeois | ? | ? | ? | ? | ? | ? | ?  | ?   |
|   | 2 | reserven CS Brugeois | ? | ? | ? | ? | ? | ? | ?  | ?   |
|   | 3 | RC de Gand           | ? | ? | ? | ? | ? | ? | ?  | ?   |

P: wedstrijden gespeeld, W: wedstrijden gewonnen, G: gelijke spelen, V: wedstrijden verloren, +: gescoorde doelpunten, -: doelpunten tegen, DS: doelsaldo, Ptn: totaal punten,  Q: gekwalificeerd

## Division 1
Vier van de zes gekwalificeerde ploegen speelden een competitie voor kwalificatie voor de halve finales.  De twee ploegen uit afdeling Brabant waren rechtstreeks gekwalificeerd voor de halve finales. De uiteindelijke winnaar werd Olympia Club de Bruxelles.
Kwalificatietoernooi
|   |   |                          | P | W | G | V | +  | -  | DS  | Ptn |
| - | - | ------------------------ | - | - | - | - | -- | -- | --- | --- |
| Q | 1 | Antwerp Lyon's Club      | 6 | 5 | 0 | 1 | 26 | 7  | 19  | 10  |
| Q | 2 | Stade Wallon de Verviers | 6 | 4 | 0 | 2 | 8  | 5  | 3   | 8   |
|   | 3 | reserven FC Brugeois     | 6 | 2 | 0 | 4 | 1  | 12 | -11 | 4   |
|   | 4 | Namur FC                 | 6 | 1 | 0 | 5 | 1  | 12 | -11 | 4   |

Halve finales
| Datum | Wedstrijd                 | Wedstrijd | Wedstrijd           | Uitslag |
| ----- | ------------------------- | --------- | ------------------- | ------- |
|       | Olympia Club de Bruxelles | -         | Antwerp Lyon's Club | 5 - 0   |
|       | Stade Wallon de Verviers  | -         | SC de Louvain       | 1 - 0   |

Finale
| Datum | Wedstrijd                 | Wedstrijd | Wedstrijd                | Uitslag |
| ----- | ------------------------- | --------- | ------------------------ | ------- |
|       | Olympia Club de Bruxelles | -         | Stade Wallon de Verviers | forfait |